# Shawn Crawford
Shawn Crawford (* 14. ledna 1978 Van Wyck, Jižní Karolína) je bývalý americký atlet, sprinter, olympijský vítěz a halový mistr světa v běhu na 200 metrů.

## Kariéra
V roce 2004 získal na halovém MS v Budapešti stříbrnou medaili v běhu na 60 metrů, když v cíli prohrál o tři setiny s Britem Jasonem Gardenerem.
Na letních olympijských hrách 2004 v Athénách vybojoval v novém osobním rekordu 19,79 s zlatou medaili v běhu na 200 metrů. Jen těsně mu unikla medaile ze stometrové trati, kde skončil na 4. místě v čase 9,89 s. Olympijským vítězem se stal pozdější dopingový hříšník Justin Gatlin, stříbro bral Francis Obikwelu z Portugalska a bronz Maurice Greene, který byl o dvě setiny rychlejší než Crawford.
Poslední výrazný úspěch zaznamenal na Mistrovství světa v atletice 2009 v Berlíně, kde doběhl ve finále dvoustovky v čase 19,89 s na čtvrtém místě. Na bronzovou medaili, kterou vybojoval jeho krajan Wallace Spearmon ztratil čtyři setiny.

## Osobní rekordy
Hala
- 60 m - (6,47 s - 28. února 2004, Boston)
- 200 m - (20,26 s - 10. března 2000, Fayetteville)

Dráha
- 100 m - (9,88 s - 19. června 2004, Eugene)
- 200 m - (19,79 s - 26. srpna 2004, Athény)